# بومون، کبک
بومون (به فرانسوی: Beaumont) شهری در منطقه شهری بلشاس ناحیه شودییر-آپالاش در استان کبک کانادا است. در سرشماری سال ۲۰۱۱ این شهر ۲٬۲۹۱ نفر جمعیت داشته‌است و مساحت آن ۴۵٫۲۹ کیلومتر مربع است.